# Spawn: The Dark Ages
Spawn: The Dark Ages es una historieta estadounidense creada por Todd McFarlane. El comic book cuenta con 28 capítulos publicado por la editorial Image Comicsy editado posteriormente por la editorial Vid en 14 tomos dobles, actualmente existe una reimpresión en pasta dura con todos los capítulos hecha en 2013 por Image llamada "Spawn Dark Ages the Complete Collection". La historia estuvo a cargo de los guionistas Brian Holguin y Steve Niles, presentando relatos de grandes sacrificios, y trágicas consecuencias.
La atmósfera de la serie es muy diferente a las anteriores publicaciones de McFarlane, ya que se centra en Lord Covenant, un buen hombre, que se unió a los ejércitos de la cristiandad por el llamado del Papa, pero su espíritu se debilitó por las atrocidades que vio, hechas en el nombre del padre.

## Argumento
Cuando los cementerios abren sus rocosas mandíbulas y el Diablo camina alrededor. ¿Quién podría predecir que maldita cosa el Infierno escupiría a nuestro mundo? Una criatura... yacía enroscado como una serpiente en la fría y dura tierra, inmóvil. Forjada por un infernal yunque, desposeído de memoria, sin pensamiento, solo dolor. Dolor y hambre. Una abominación a todo lo divino... EL CABALLERO NEGRO. La historia da inicio aproximadamente en la época de la segunda cruzada, desde la aparición del caballero negro y la necesidad de recuperar parte de la humanidad, peleas por mantener el balance en Rhyl hasta la cruzada solitaria de aceptar el destino impuesto, sobrellevar la carga y afrontar el hecho de que un hombre puede decidir su fortuna incluso cuando la misma esté en las manos del diablo.

## Capítulos
1. Devil's Knight
2. Forsaken
3. Onward
4. Death & Glory
5. Crimson Shadows
6. Benediction
7. Providence
8. Acts of Contrition
9. A Child's Crusade Prologue: A Merry Roun
10. A Child's Crusade Part I: A Questing Tal
11. A Child's Crusade Part II: The Ghost on
12. A Child's Crusade Part III: The Faithful
13. A Child's Crusade Part IV: Sacrifices
14. A Child's Crusade Part V
15. Dark Days Coming
16. Heart of the Hellspawn
17. The Circle and the Worm
18. Crucified
19. Like Any Other Man
20. Voices In The Dark
21. Sins of the Hellspawn
22. The Seedling
23. The Beast
24. Bleed, Pagan, Bleed
25. Plague of Man
26. Lesion
27. Bubonic Nights
28. The End

## Personajes principales

### Lord Covenant
Amo del bosque Rhyll y tierras alrededor, un buen hombre, pero uno culpable también; había pecados por los que buscaba la absolución, por lo que se unió al llamado de Roma (a las cruzadas del Papa) dejando atrás a su país, se dirigió a las tierras sagradas para derramar sangre pagana. Lord Covenant había dejado sus tierras al cuidado de su cuñado, El Barón Rivalen, y había tomado el polvoriento camino hacia Damasco.
Los ejércitos de la cristiandad dejaron un sangriento camino a través de las tierras infieles. Lord Covenant creyó que hacían el trabajo de Dios. El gran sacerdote de Roma así lo había dicho, pero su espíritu había sido debilitado por las atrocidades que vio, hechas en el nombre del padre.

### Caballero Negro
Su nombre cuando era un hombre, fue Lord Iain Covenant, regreso de la muerte, como un Hellspawn, reforjado, hueso a hueso, en los fuegos del infierno.

### Cogliostro
Tutor del Caballero Negro.

### Barón Rivalen
Un hombre viejo, cansado, sin gozo alguno en su vida. Un tirano, un ser despiadado.

### Guy Dublanc
Capitán de armas del Barón Rivalen... un vano y cruel hombre, sentía retorcido placer en cumplir las órdenes del barón, ya fuera recoger a golpes los impuestos de los hambrientos campesinos o quemar sus hogares con la pequeña provocación.
Guy Dublanc un alma violenta por naturaleza, llamado la "Gran Bestia Cornuda". Dublanc fue lisiado por el Caballero Negro arrancándole la mandíbula.

### Chretien Dusang de la Croix
Un adorable rufián, un viejo sinvergüenza mundano que luchó en las cruzadas, salvo la vida de Lord Covenant…, Dusang era ambicioso y vil hedonista que traicionó a sus compañeros. Por esto se condenó, el viejo Dusang se hundió en la más profunda decadencia al morir su pequeño hijo ahogado misteriosamente y seis meses más tarde, su esposa muere de tuberculosis. Dusang se volvía loco. Así languideció su vida en una extraña media luz, flotando como polvo entre el negro paraíso y el dulce infierno. Se encerró en su castillo con un abigarrado montón de pecadores y una incorregible banda de sibaritas, planeando pasar su vida, bebiendo profundamente del cáliz del pecado.

“Este destino me queda” dijo una vez. “No me molestare en ver a Dios, nuestro señor, a los ojos, a no ser que sea para escupirle a ellos.”
Por: Dusang – Spawn: The Dark Ages # 3 – Sombras Carmesí.